# Dranem

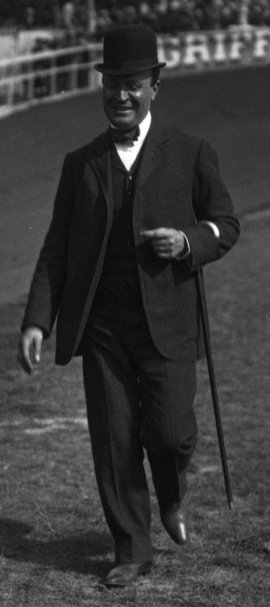
Dranem en 1908

Dranem (23 de mayo de 1869 – 13 de octubre de 1935) fue un cantante, cómico, artista de music hall, y actor teatral y cinematográfico de nacionalidad francesa. Con un repertorio de canciones del humor incongruente, a menudos escabrosas, llegó a ser una de las grandes estrellas del café-concert.

## Biografía
Su verdadero nombre era Armand Ménard, y nació en París, Francia. Hijo de un joyero, en sus comienzos trabajó como aprendiz de joyería en su ciudad natal, dedicándose más adelante al mundo del espectáculo. En septiembre de 1890 ingresó en una sociedad teatral de aficionados, « La Verrerie », radicada en su barrio. Finalizado su servicio militar, trabajó como empleado de un comercio de tirantes, vendiendo también instrumentos ortopédicos.
En 1885, en su tiempo libre, iba a ver actuar en el "Concert Parisien" a los artistas de café-concert Félix Mayol, Max Dearly, Kam-Hill, Gaston Ouvrard, Libert, y Polin, a la vez que continuaba en La Verrerie. Adoptando el singular nombre artístico de Dranem, anagrama de Menard, hizo su primera actuación en el año 1894, progresando a partir de entonces hasta llegar a ser uno de los principales intérpretes de music hall,  actor con un estilo cómico absurdo propio. 
Henri Moreau, autor dramático cliente del puesto de periódicos de la madre de Ménard, lo recomendó al director de la Gaîté Montparnasse. La prueba no tuvo éxito. Dranem siguió probando suerte de café-concert en café-concert, pero era rechazado. Sin embargo, el 1 de abril de 1894 se comprometió con el Electric-Concert del Campo de Marte como soldado cómico de « estilo Polin ». No convenció con su actuación, y su cachet fue reducido dos días después. Aun así, el director de La Gaîté Montparnasse le volvió a escuchar, decidiendo que estaba progresando, por lo que le contrató para trabajar en otro local dirigido por él, « Le Concert Parisien ».
Un día de 1896, en el Carreau du Temple, se compró una pequeña chaqueta estrecha, un pantalón demasiado ancho y corto, amarillo con rayas verdes, enormes zapatos sin cordones y un pequeño y extraño sombrero. Esa misma tarde abandonó su atuendo de soldado cómico, vistiendo con esa extraña vestimenta. Se maquilló las mejillas y la nariz de rojo, entrando en escena corriendo, como si le persiguieran. Se paró delante de la concha del apuntador y cantó con los ojos cerrados, que no abría más que para simular el miedo ante sus incoherencias. Fue un triunfo. Se había iniciado el estilo Dranem.
En 1899 fue contratado para actuar en el famoso Club Eldorado, en el cual trabajó de manera regular en los siguientes veinte años. Además, Dranem hizo numerosas giras, tanto nacionales como en el extranjero, consiguiendo siempre un gran éxito.
El número musical cómico de Dranem le proporcionó un público leal, y le hizo un hombre rico. En 1910 adquirió el Château de Ris, en la ciudad de Ris-Orangis, al sur de París, fundando una organización benéfica que trabajó en dicha edificación dando acogida a artistas retirados, y que fue inaugurada por el presidente Armand Fallières. Su "Dranem Foundation" siguió activa hasta el año 2000, y la propiedad sigue siendo una residencia gestionada por la administración, y destinada a trabajadores del sector público. 
Durante la Primera Guerra Mundial, Dranem continuó con su actividad benéfica, actuando para el Ejército de Tierra Francés en music halls, y para los soldados heridos en hospitales militares. 
Activo en los shows de variedades, los café-concerts, y en el género de la opereta, Dranem también actuó y cantó en el teatro y en el cine. En 1910, el exigente director teatral André Antoine le hizo actuar en El médico a palos, de Molière, en el Teatro del Odéon, ganándose los elogios de la crítica. En 1918, en el Teatro Nacional de la Opéra-Comique de París, fue Buteux en La fille de Madame Angot, actuando también en Les brigands en 1931. Como intérprete teatral, tuvo también la oportunidad de trabajar con Maurice Chevalier en Là-Haut, siendo además un destacado intérprete de numerosas comedias musicales escritas por Albert Willemetz.
Dranem trabajó con frecuencia en la radio. En una de sus emisiones colaboró con la pareja formada por Charles Trenet y Johnny Hess.
Su debut en la pantalla tuvo lugar en 1902 con el film mudo de Gaumont Film Company Bonsoir m'sieurs dames, dirigido por Alice Guy. Aunque actuó en otras dos películas mudas, así como en doce Phonoscène (un sistema sonoro primitivo mediante discos) en 1905, la llegada del cine sonoro a finales de los años 1920 le supuso la posibilidad de hacer papeles en los que podía interpretar sus números de canto. Así, solamente en 1932 actuó en seis cintas, actuando en otras seis en los tres años siguientes.
En el año 1906 él fue uno de los fundadores de la APGA (association phonique des grands artistes). Aparte de su faceta interpretativa, en 1924 publicó una novela, Une riche nature.
Dranem falleció en París, Francia, en 1935, a los sesenta y seis años de edad. Fue enterrado en el Château de Ris, junto a su segunda esposa, Suzette O'Nil, a la que había conocido en 1923. Ese mismo año Dranem había sido nombrado Caballero de la Legión de Honor, y semanas antes de fallecer fue promovido a Oficial de la misma Orden.

## Selección de sus canciones
- Les Petits pois (su mayor éxito - 25000 copias vendidas en 1904)
- Le Trou de mon quai (1928)
- La Cacahuetera (hilarante parodia de La Violetera)
- Pétronille, tu sens la menthe
- La Vigne aux moineaux
- Vl'a l' rétameur !
- La Jambe en bois
- On ne me comprend pas
- Le Plombier rigolo
- Raymonde
- J'en suis un
- La Chanson du doge
- Henri, pourquoi n'aimes-tu pas les femmes (1929)

Su discografía es abundante. Grabó con APGA, Pathé y Gramophone. Se contabilizan 94 canciones solamente en el catálogo de Pathé Frères de 1926.

## Phonoscènes
- Allumeur Marche   (letra de R. Champigny y Louis Bénech, música de Désiré Berniaux, hacia 1907)[2]
- Le trou de mon quai
- Valsons
- V'la retameur
- Les p'tits pois
- L'enfant du cordonnier
- Être légume
- Le cucurbitacée
- Le boléro cosmopolite
- Bonsoir, M'sieurs, dames
- Le Vrai Jiu-jitsu (letra de Paul Briollet y Géo Fabri, música de Charles d'Orvict, 1905)[3]
- Five O'Clock Tea

## Operetas
- Flup (1920)
- Là-Haut (1923)
- La Dame en décolleté (1923)
- En chemyse (1924)
- Troublez-moi (1924)
- PLM (1925)
- Trois jeunes filles nues, de Albert Willemetz (1925)
- Le Diable à Paris (1927)
- Vive Leroy, de Henri Géroule y René Pujol, escenografía de Harry Baur, Théâtre des Capucines (1929)
- Vous permettez ?, de Dranem, Moulin de la Chanson (1929)
- Louis XIV (1929)
- Bégonia (1930)
- Six Filles à marier (1930)
- Couss-Couss (1931)
- Encore cinquante centimes (1931)
- Il est charmant (1931)
- Un soir de réveillon, de Paul Armont y Marcel Gerbidon, Théâtre des Bouffes-Parisiens (1932)
- Deux Sous de fleurs (1933)
- Les Sœurs Hortensia (1934)
- Tonton (1934)

## Filmografía
- 1916 : Dranem amoureux de Cléopâtre, de Roger Lion
- 1929 : J'ai l'noir ou le Suicide de Dranem, de Max de Rieux
- 1932 : La Poule, de René Guissart
- 1932 : Ah ! quelle gare !, de René Guissart
- 1932 : Monsieur Albert, de Karl Anton
- 1932 : Il est charmant, de Louis Mercanton
- 1932 : Le Roi des palaces, de Carmine Gallone
- 1932 : Miche, de Jean de Marguenat
- 1933 : Un soir de réveillon, de Karl Anton
- 1933 : Ciboulette, de Claude Autant-Lara
- 1933 : La guerre des valses, de Ludwig Berger
- 1934 : Le Malade imaginaire, de Lucien Jaquelux y Marc Méranda
- 1935 : Monsieur Sans-Gêne, de Karl Anton
- 1935 : La Mascotte, de Léon Mathot